# 안토쿠촌
안토쿠촌(安徳村)은 후쿠오카현 지쿠시군에 설치되었던 촌이다. 현재의 나카가와시에 해당한다.